# SN 1997ab
SN 1997ab – supernowa typu IIn odkryta 11 kwietnia 1996 roku w galaktyce A095100+2004. W momencie odkrycia miała maksymalną jasność 14,70m.